# Ophion elongatus
Ophion elongatus là một loài tò vò trong họ Ichneumonidae.